# Asociación Internacional de Profesionales de la Traducción y la Interpretación
La Asociación Internacional de Profesionales de la Traducción y la Interpretación (AIPTI) es una organización sin fines de lucro que nuclea a traductores e intérpretes de todo el mundo.

## Organización
Con sede en Buenos Aires (Argentina), AIPTI fue fundada el 30 de septiembre de 2009, el día de San Jerónimo. El 23 de febrero de 2017 se anunció que la Inspección General de Justicia aprobó a AIPTI como asociación civil.
Creada por un grupo de mediadores lingüísticos para promover el ejercicio ético de la profesión, también tiene la intención de generar un espacio en el que conversar sin censuras y sin conflicto de intereses sobre las prácticas que afectan actualmente a los profesionales de la traducción y la interpretación que actúan en un mundo globalizado donde a su vez sobreabundan fenómenos como el crowdsourcing y la tercerización, las malas tarifas y otros abusos. Dicho grupo fue liderado por Aurora Humarán, traductora pública argentina, miembro correspondiente de la Academia Norteamericana de la Lengua Española.

## Eventos, webinars, publicaciones
AIPTI ha organizado varias Conferencias Internacionales en Londres (2013), Atenas (2014), Burdeos (2015), Buenos Aires (2017), Valencia (2018), Timișoara (2023). En septiembre de 2024 se realizará otra conferencia en Bursa.
Esta asociación también ofrece webinars y otros eventos para sus asociados.
El boletín digital The IAPTImes se puede descargar de su sitio web.

## Miembros honorarios
Los miembros honorarios de la AIPTI son los siguientes:
- Noam Chomsky
- Mona Baker
- Valentín García Yebra (in memoriam)
- Sergio Viaggio
- Fernando Navarro[23]
- Suzanne Jill Levine
- Ricardo Chiesa
- Lucille Barnes
- Madeleine Lee
- David Bellos